# Мельников, Евгений Николаевич
Евге́ний Никола́евич Ме́льников (1925—1992) — советский дипломат. Посол СССР в Центральноафриканской Республике (1972—1978) и Буркина-Фасо (1981—1985).

## Биография
Принимал участие в Великой Отечественной войне. Инвалид, кавалер ряда орденов и медалей. Кандидат юридических наук. На дипломатической работе с 1950 года.
- В 1950—1956 годах — сотрудник центрального аппарата МИД СССР.
- В 1956—1960 годах — сотрудник посольства СССР в Чехословакии.
- В 1960—1962 годах — сотрудник центрального аппарата МИД СССР.
- В 1962—1967 годах — первый секретарь, советник посольства СССР в Ливане.
- В 1968—1972 годах — на ответственной работе в центральном аппарате МИД СССР.
- С 21 июля 1972 по 1 сентября 1978 года — чрезвычайный и полномочный посол СССР в Центральноафриканской Республике (с 4 декабря 1976 года — Центральноафриканской империи)[2].
- В 1978—1981 годах — на ответственной работе в центральном аппарате МИД СССР.
- С 8 августа 1981 по 9 сентября 1985 года — чрезвычайный и полномочный посол СССР в Верхней Вольте (с 4 августа 1984 года — Буркина-Фасо)[3].
- С 1985 года — в отставке.

Находясь на дипломатической работе, занимался написанием научных трудов на предмет внешней политики и дипломатических отношений различных государств. Так, в 1961 году издательство Института международных отношений опубликовало его работу «Внешняя политика Чехословацкой Социалистической Республики»; в 1974 году издательством «Наука» был выпущен труд Мельникова «Политический и государственный строй Ливана», а в 1984 году — «Государственный строй Центральноафриканской Республики».

## Дипломатический ранг
- Чрезвычайный и полномочный посол.